# Andy Johnson
Andy Johnson (n. 10 februarie 1981 în Bedford, Anglia) este un fotbalist englez care evoluează la clubul Crystal Palace.